# Голубці (село)
Голу́бці —  село в Україні, у Роменському районі Сумської області. Населення становить 83 осіб. Входить до складу Недригайлівської селищної громади. До 2020 року орган місцевого самоврядування — Курманівська сільська рада.

## Населення

### Мова
Розподіл населення за рідною мовою за даними перепису 2001 року:
| Мова       | Кількість | Відсоток |
| ---------- | --------- | -------- |
| українська | 79        | 95.18%   |
| вірменська | 4         | 4.82%    |
| Усього     | 83        | 100%     |

## Географія
Село Голубці знаходиться за 3 км від лівого берега річки Сула. На відстані 0,5 км знаходиться селище Недригайлів, за 1,5 км - село Березняки. По селу протікає пересихаючий струмок з загатою. Через село проходить автомобільна дорога Н07.

## Історія
12 червня 2020 року, відповідно до розпорядження Кабінету Міністрів України № 723-р «Про визначення адміністративних центрів та затвердження територій територіальних громад Сумської області», село увійшло до складу Недригайлівської селищної громади.
19 липня 2020 року, в результаті адміністративно-територіальної реформи та ліквідації Недригайлівського району, село увійшло до складу новоутвореного  Роменського району.